# One More Day
«One More Day» (укр. «Ще один день») — пісня у виконанні Eldrine, з якою гурт представляв Грузію на Євробаченні 2011. У фіналі пісня зайняла дев'яте місце з 110-ма балами.
Пісня не з'явилась у дебютному альбомі гурту, «Fake Reality», але буде представлена в його перевиданні.